# Muntanya de Can Peric
La Muntanya de Can Peric és una muntanya de 274 metres que es troba al municipi de Celrà, a la comarca del Gironès.